# Movimento (jornal)

Capa da edição de agosto de 1979.

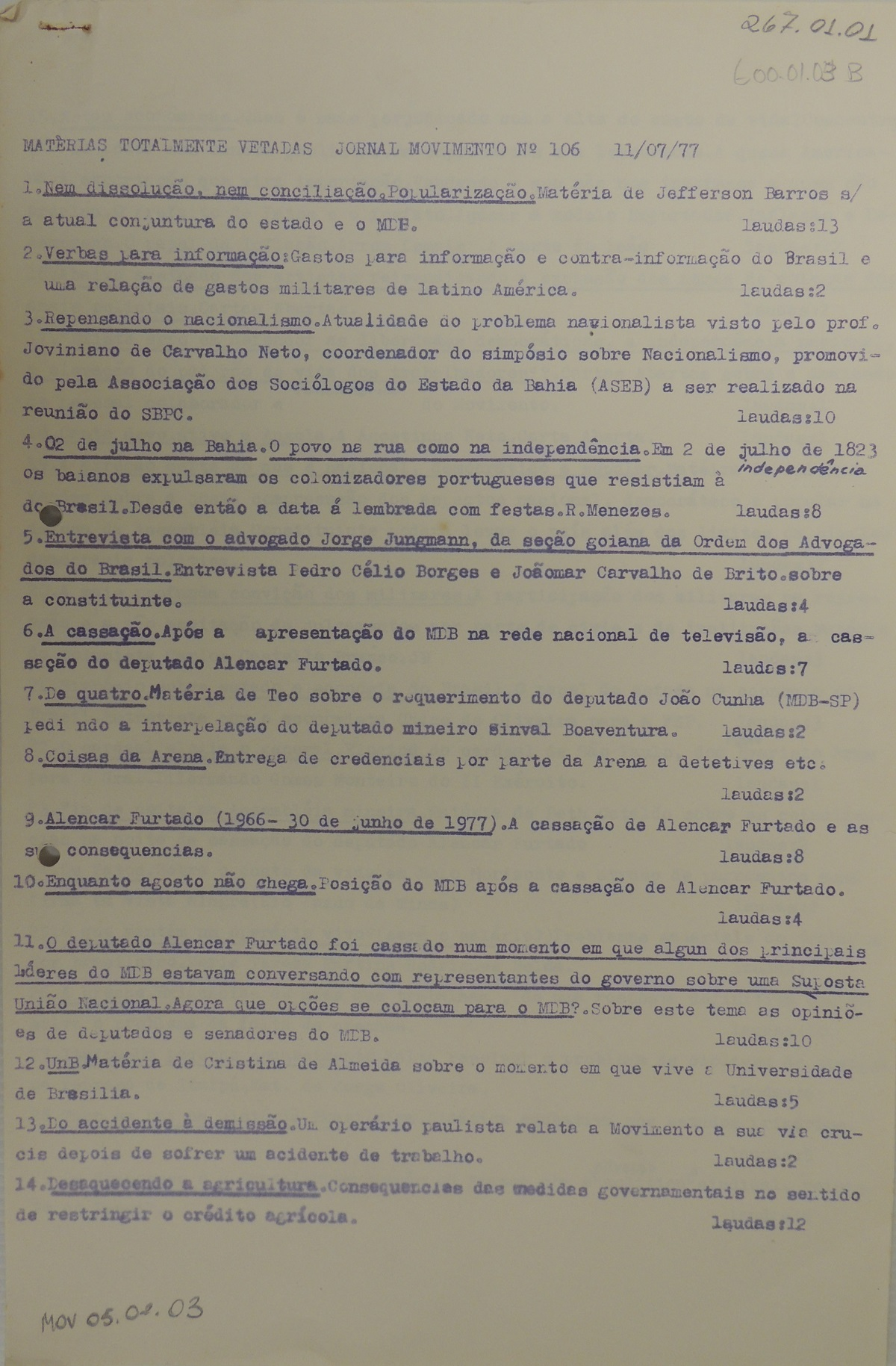
Lista de matérias censuradas na edição 106 do jornal Movimento, no ano de 1977 duarante a Ditadura militar no Brasil. APESP

O jornal Movimento foi um periódico brasileiro. Teve seu primeiro exemplar lançado no dia 7 de julho de 1975, época que coincide com a presidência do general Ernesto Geisel. É nessa época que, juntamente ao seu chefe da Casa Civil, é desenvolvida a operação conhecida como Distensão, que visava fortalecer a ditadura no campo conservador. Juntamente com os jornais Opinião e O Pasquim, foi uma das mais importantes publicações da imprensa alternativa durante a ditadura militar, reunindo colaborações de importantes intelectuais brasileiros de oposição ao regime. A publicação surgiu de uma dissidência do jornal Opinião, de Fernando Gasparian.
Seu diretor editorial era o jornalista Raimundo Rodrigues Pereira. Entre os principais colaboradores do periódico, estavam Fernando Henrique Cardoso; Duarte Pereira ( jornalista da extinta revista Realidade), na maior parte do tempo na clandestinidade; Perseu Abramo; Chico Buarque de Holanda; Jacob Gorender; Chico Pinto; Nelson Werneck Sodré; Chico de Oliveira; Moniz Bandeira; Fernando Peixoto e Elifas Andreato.
Movimento teve uma direção editorial experiente e contou com uma administração profissional competente, chefiada por Sérgio Motta e, na maior parte do período de atividade do jornal, sua equipe foi grande. A sede da empresa foi estabelecida na cidade de São Paulo, na rua Virgílio de Carvalho Pinto, 625, no bairro de Pinheiros.
Já em seu expediente de número um, 70 eram os colaboradores. Entre jornalistas e deputados, se fixou como uma oportunidade para o debate e a oposição da ditadura, que completava 11 anos no ano de 1975.
Entre os editores das várias seções do semanário, todos escolhidos por Raimundo Pereira, destacam-se, entre outros, Tonico Ferreira (secretário de Redação, função que ocupara no Opinião), Marcos Gomes (editor especial e responsável pela sucursal da cidade do Rio de Janeiro), Teodomiro Braga, Chico Pinto (chefe da sucursal de Brasília), Sérgio Buarque de Gusmão (assistente de política nacional, em São Paulo), Bernardo Kucinski (editor especial), o diretor teatral (que fora crítico de teatro do Opinião) Fernando Peixoto (editor de cultura e comportamento), que contava com dois editores assistentes, Flávio Aguiar e José Miguel Wisnik. Entre os colaboradores e editores contribuintes mais conhecidos estavam os jornalistas  Aguinaldo Silva, Percival de Souza, Maurício Azedo, Ricardo Kotscho, Carlos Alberto Sardenberg, entre outros. Na editoria de arte, sob a influência de Elifas Andreato, surgiram vários cartunistas, ilustradores e fotógrafos que mais tarde seriam nomes destacados da arte gráfica brasileira.
Além da sede, o jornal dispunha de pontos de apoio em dez cidades: Brasília, Rio de Janeiro, Belo Horizonte, Curitiba, Belém, Salvador, Porto Alegre, Recife, Campinas e Londrina. De forma avulsa ou por meio de assinaturas, os exemplares eram divulgados e vendidos por seus colaboradores em universidades, entidades de movimentos populares organizados e outros lugares frequentados pelo público leitor.
Apoiado em movimentos populares, Movimento seguiu sendo publicado.Com suas reportagens, frequentemente tinha seu material censurado e enviado para o Ministério da Justiça e Serviço Nacional de Informações.
O jornal circulou regularmente até 1980, quando começaram a ocorrer ameaças e atentados, por parte de setores da extrema direita, contra bancas de jornal em São Paulo, Londrina, Rio de Janeiro, Goiânia e Salvador. Em mensagens anônimas, os extremistas acusavam os jornaleiros de fazerem "propaganda do comunismo" pois vendiam jornais da imprensa alternativa. Doze jornais eram citados na lista negra desses grupos da direita - Movimento incluído. Incêndios de várias bancas de jornal acabaram por aterrorizar os jornaleiros, obrigando-os a deixar de vender os jornais alternativos e assim determinando o fim da sua circulação. O Movimento deixou de existir em 1981.  

## Acervo do Jornal
Há exemplares do periódico, inclusive digitalizados, em instituições como o Arquivo Municipal do Rio de Janeiro e, especialmente (coleção completa), no Arquivo Público do Estado de São Paulo (APESP).

Ao APESP foi doado, ainda, o acervo institucional do Movimento, formado por documentos textuais administrativos, financeiros, da redação e da editoria (como, por exemplo, pautas de reuniões e listas de matérias e fotografias censuradas). Há também ilustrações, utilizadas no periódico, além de negativos e fotografias, estas últimas disponíveis no repositório digital do APESP.

## Ligações Externas
Acervo on-line de imprensa alternativa do Arquivo Geral da Cidade do Rio de Janeiro
Verbete do Jornal Movimento no Guia do Acervo do Arquivo Público do Estado de São Paulo